# Weeminuche
Weeminuche (Wiminuche,;danas su poznati kao Ute Mountain Ute), jedna od glavnih skupina Ute Indijanaca, nekada naseljeni u jugozapadnom Coloradu, u dolini San Juana i njenim sjevernim pritokama, a danas na području Colorada, Utaha i Novog Meksika, gdje žive pod imenom Ute Mountain Ute, na istoimenom rezervatu. Na rezervate su zatvoreni 1897.
Poznati poglavica Ignacio po kojem je istoimeni gradić u Coloradu dobio ime, pripadao je ovoj bandi.
Ostali nazivi pod kojima su bili poznati kroz povijest od ranih autora su: Guibisnuches, Guiguimuches, mamenoche, Nomenuches, Poruches, Wamanus, Wamenuche, Wannemuches, Webinoche, Webinoche Utahs, Webrinoches, Wemenuche, Wemenutche Utahs, Wibisnuche, Wiminanches, Wimmenuches, Woman-o-che Utes, Womenunche.